# سد ریتولی
سد ریتولی (به لاتین: Rietvlei Dam) یک سد در آفریقای جنوبی است که در پرتوریا واقع شده‌است.